# ウェストミンスター (コロラド州)
ウェストミンスター（英: Westminster）は、アメリカ合衆国コロラド州のアダムズ郡にある都市。州都デンバーの北15キロメートルに位置している。人口は11万6317人（2020年）。市域の一部はジェファーソン郡に入っている。
2006年7月、CNNの雑誌「マネー」によるアメリカで住みたい都市ランキングでは24位に位置付けられた。

## 歴史
1858年にサウスプラット川渓谷で金が発見され、後にウェストミンスターとなった地域に国民の関心を呼んだ。一攫千金の夢と1862年土地法によって、東部から多くの開拓者が移動し、カリフォルニア州に向かう代わりにコロラドをその住み処にした。開拓者達が来る前はアンテロープやバッファローのような野生動物がこの地域に住んでいた。クラウンポイント（グレゴリーヒル）近くにはアラパホ族インディアンが住んでいた証拠もある。
1870年、最初の恒久的開拓者プレザント・デスペインが現在の市内西76番アベニューとローウェル通り近くに64ヘクタールの土地に家を建てた後、この地域はデスペイン交差点と呼ばれるようになり、馬の飼育者であるエドワード・ブルース・ボウラーズなど他の開拓者も惹き付けるようになった。ボウラーズは1881年に町に鉄道駅を造るときの推進役になった。1885年、コネチカット州の不動産開発業者C・J・ハリスがデスペイン交差点に到着し、土地を買収し始めた。間もなくこの町はハリスと改名されたが、ダレルパークとも呼ばれていた。

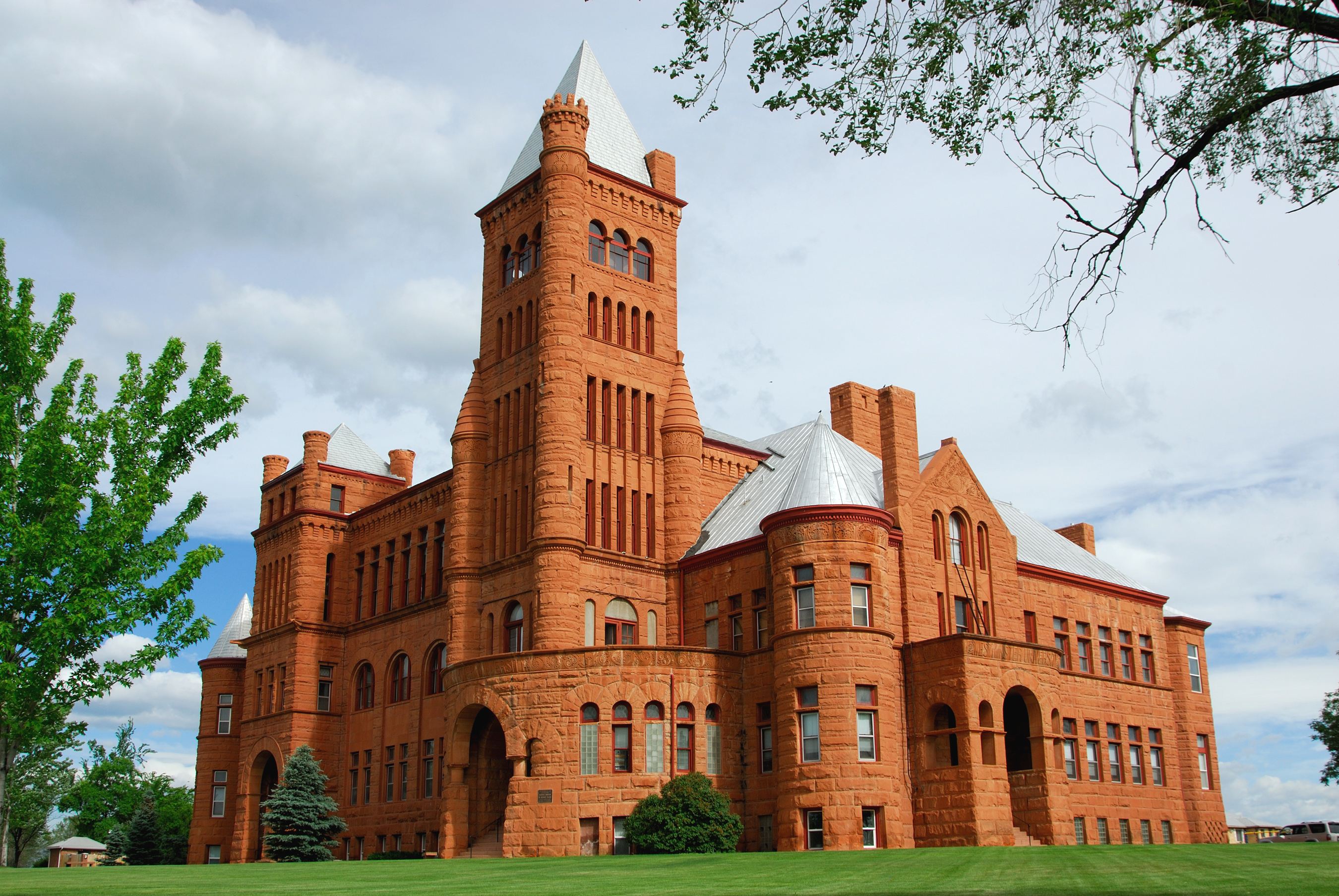
旧ウェストミンスター大学

1891年、ウェストミンスター大学の建設が始まり、赤い砂岩で出来た荘厳な校舎は「西のプリンストン大学」と呼ばれた。しかし1893年恐慌の影響で学生の募集は延期された。1908年にようやく開学したが資金不足のため運営は不安定だった。
1911年には町が法人化され、ウェストミンスター大学に因んでウェストミンスターと改名された。
1917年、第一次世界大戦の影響を受けウェストミンスター大学は閉鎖に追い込まれた。キャンパスは白人ナショナリズム系の「ベルビュー学校」に売却された。この学校にはクー・クラックス・クランが出入りしていた。
学校はデンバー市を見下ろす丘の上に建っている。1979年にアメリカ合衆国国家歴史登録財に登録された。今日では「ウェストミンスター・キャッスル」と呼ばれている。

## 地理
ウェストミンスターは北緯39度52分 西経105度03分 / 北緯39.867度 西経105.050度に位置する。
アメリカ合衆国国勢調査局に拠れば、市域全面積は32.9平方マイル (85.1 km2)、このうち陸地は31.5平方マイル (81.6 km2)、水域は1.4平方マイル (3.5 km2)で水域率は4.14％である。

## 人口動態
以下は2000年の国勢調査による人口統計データである。
| 基礎データ - 人口: 100,940人 - 世帯数: 38,343世帯 - 家族数: 26,034家族 - 人口密度: 1,236.9人/km2（3,203.9人/mi2） - 住居数: 39,318軒 - 住居密度: 481.8軒/km2（1,248.0/mi2） 人種別人口構成 - 白人: 84.19% - アフリカン・アメリカン: 1.23% - ネイティブ・アメリカン: 0.74% - アジア人: 5.48% - 太平洋諸島系: 0.08% - その他の人種: 5.52% - 混血: 2.76% - ヒスパニック・ラテン系: 15.23% 年齢別人口構成 - 18歳未満: 26.9% - 18-24歳: 9.6% - 25-44歳: 36.0% - 45-64歳: 21.0% - 65歳以上: 6.5% - 年齢の中央値: 33歳 - 性比（女性100人あたり男性の人口） - 総人口: 100.2 - 18歳以上: 98.9 | 世帯と家族（対世帯数） - 18歳未満の子供がいる: 35.7% - 結婚・同居している夫婦: 53.6% - 未婚・離婚・死別女性が世帯主: 9.6% - 非家族世帯: 32.1% - 単身世帯: 23.7% - 65歳以上の老人1人暮らし: 4.5% - 平均構成人数 - 世帯: 2.62人 - 家族: 3.15人 収入と家計 - 収入の中央値 - 世帯: 56,323米ドル - 家族: 63,776米ドル - 性別 - 男性: 41,539米ドル - 女性: 31,568米ドル - 人口1人あたり収入: 25,482米ドル - 貧困線以下 - 対人口: 4.7% - 対家族数: 3.1% - 18歳未満: 5.1% - 65歳以上: 6.3% |

## 交通

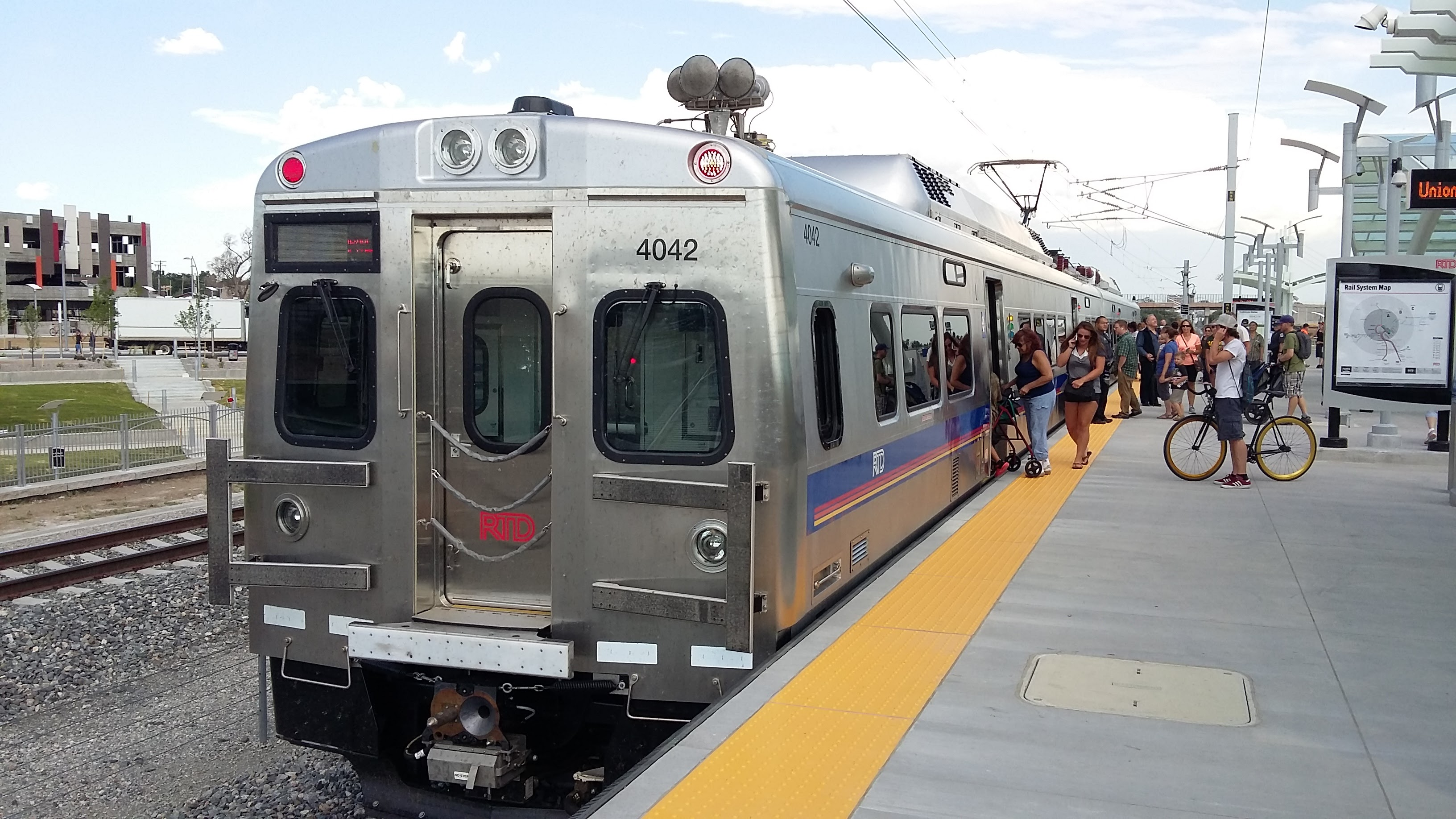
RTDウェストミンスター駅

デンバー地域交通局のB線（B Line）が市内に乗り入れている。
ウェストミンスター市内には州間高速道路25号線、アメリカ国道36号線、同287号線、コロラド州道95号線、同121号線および同128号線が通っている。
航空便はデンバー国際空港とロッキー山脈都市圏空港が利用できる。

## 教育
ウェストミンスター市内や近辺にある高校としてはヒドンレイク高校など8校ある。アダムズ郡教育学区50は市内南部にウェストミンスター高校という名の高校を新設する計画を立てている。その後に2校を閉鎖する予定である。
コミュニティ資源住宅開発会社が行う財務適合性と住宅購入者の教育コースがあることでも知られている。

## 未開発地
ウェストミンスター市内にはトレイル（自然歩道）や開放空間のシステムがある。ビッグドライ・クリーク・トレイルはこの開放空間システムの一部であり、市の東端からスタンドレー湖まで約10マイル (16 km) ある。その他のトレイルもジョギング、自転車乗り、野生生物観察およびアウトドア活動のために、ファーマーズ・ハイライン運河、ウォルナット・クリーク、およびリトルドライ・クリーク沿いに造られている。さらにスタンドレー湖地域公園、ウェストミンスターヒルズ地域、および市の歴史を反映する場所に広大な土地を保存している。ウェストミンスター市公園、シティパーク・レクリエーションセンターなどその他多くの地区およびコミュニティの公園には全市民のための施設がある。市内にはレガシーリッジ・ゴルフコースとウェストムーアのヘリテージ・ゴルフコースがある。

## ショッピング
ウェストミンスター市の主要なショッピングセンターとしては、ジラード、J.C.ペニー、シアーズが核テナントとなるウェストミンスター・モールがある。その他ザ・オーチャード・タウンセンターと呼ばれる屋外型生活用品センターがあり、核テナントとしてメイシーズ、JCペニー、REIが入り、他にホリスターやアメリカン・イーグル・アウトフィッターズなどの店舗が入っている。このショッピングセンターは州間高速道路25号線と第144アベニューに沿っており、ウェストミンスター市北部とソーントン市に利用されている。

## 著名な住人
- ラーズ・サリバン、プロレスラー
- ドン・レロイ・ボンカー（1937年- ）、アメリカ合衆国下院議員
- フランク・カエチテ（1973年- ）、俳優、コメディアン
- ブライアン・エリクソン（1972年- ）、電子音楽家
- デリック・マーティン（1985年- ）、NFLアメリカンフットボールの選手
- フランク・ウィリス・メイボーン（1903年–1987年）、新聞発行者
- ロイ・ハリソン・マクビッカー（1924年–1973年）、アメリカ合衆国下院議員
- ジョージ・D・"ピート"・モリソン（1890年–1973年）、無声映画の俳優
- アルマ・ブライドウェル・ホワイト（1862年–1946年）、ピラー・オブ・ファイアー・チャーチ設立者かつ司祭
- ドナルド・ジャスティン・ウルフラム（1919年–2003年）、ピラー・オブ・ファイアー・チャーチ監督官